# Wilson Shannon
Wilson Shannon foi um político estadunidense que exerceu mandato como governador do estado de Ohio. Foi também governador do então território do Kansas.